# Lucka
Lucka é uma cidade da Alemanha localizado no distrito de Altenburger Land, estado da Turíngia.

## Demografia

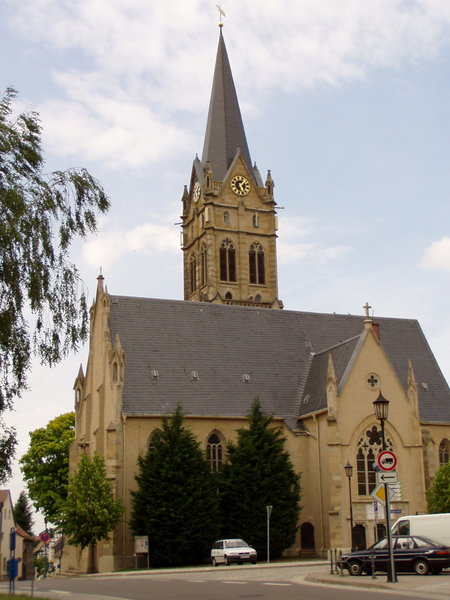
Igreja de Lucka

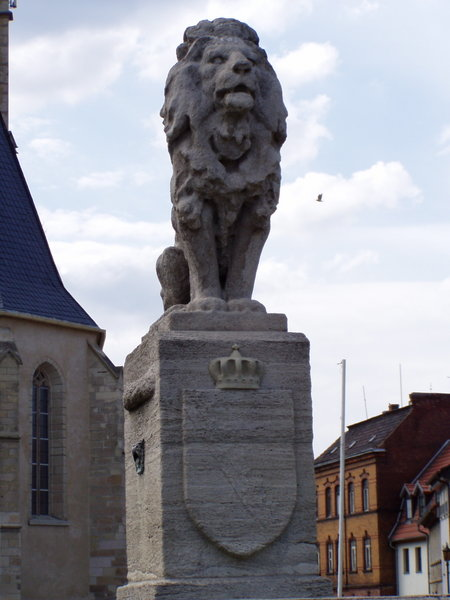
"Wettinerbrunnen" (fonte) em Lucka, construída em 1907 em memória da Batalha de Lucka, em 1307.

Evolução da população (a partir de 1960, em 31 de dezembro):
| - 1831 - 1.090 - 1960 - 5.787 - 1994 - 5.959 - 1995 - 5.877 - 1996 - 5.767 | - 1997 - 5.621 - 1998 - 5.434 - 1999 - 5.217 - 2000 - 5.039 - 2001 - 4.858 | - 2002 - 4.748 - 2003 - 4.636 - 2004 - 4.544 |

Fonte a partir de 1994: Thüringer Landesamt für Statistik